# La callejuela
La callejuela (Het Straatje) es una pintura del artista holandés Johannes Vermeer, realizada entre 1657 y 1658. Se expone en el Rijksmuseum de Ámsterdam y está firmada en la esquina inferior izquierda, bajo una ventana, con "I V MEER".
Este cuadro representa un pedazo de la vida cotidiana de los holandeses de la época, ocupados en sus quehaceres. Vermeer unió lo cotidiano y lo eterno, consiguiendo una intimidad entre el medio y el hombre. La paleta empleada por Vermeer es más clara que la que solían utilizar Jan Steen y Pieter de Hooch en escenas similares. 
Como en tantas otras ocasiones, Vermeer ha realizado cambios en la composición final, eliminando por ejemplo una figura femenina que se situaba a la derecha de la entrada del callejón. La masa vegetal que se observa a la izquierda del cuadro presenta en la actualidad una tonalidad azulada, quizá por una mala reabsorción del amarillo original. Como curiosidad, este es uno de los tres lienzos en los que Vermeer pintó el cielo. Los otros dos son Vista de Delft y El descanso de Diana. Por otra parte, es también, junto con Vista de Delft, la única obra suya que permanece con la ciudad de Delft como tema, ya que una tercera, Una casa en Delft, está desaparecida.